# Олександрівський ліс
Олександрівський ліс (рос. Александровский лес) — лісовий масив площею 5 525 га в Азовському районі Ростовської області. Є пам'яткою природи.
Адреса: Ростовська область, Азовський район, Ленінський лісгосп.

## Історія

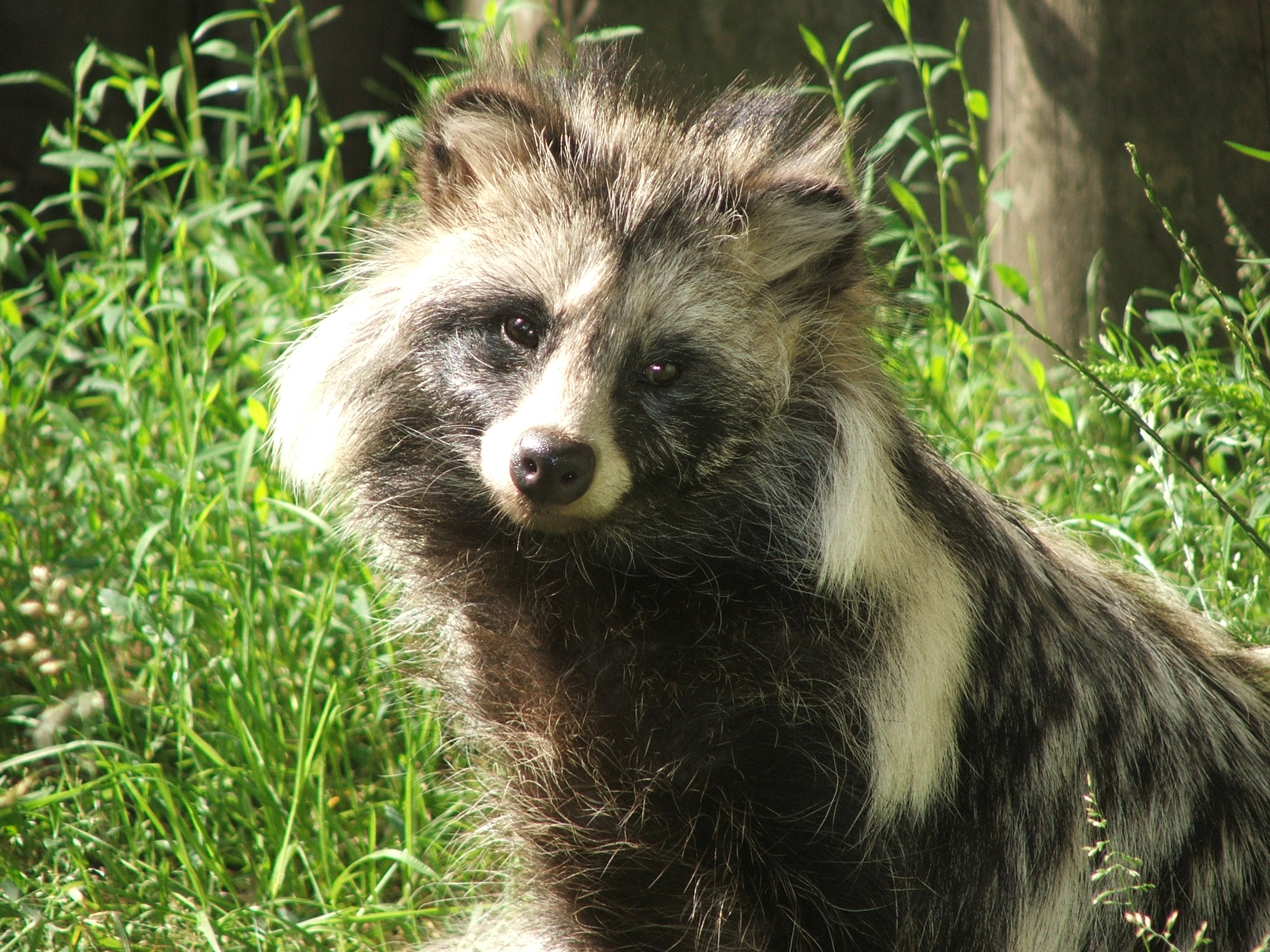
Єнотоподібний собака

Олександрівський ліс заснований в 1884 році, нині займає площу 5 525 га. Ліс розташований на заповідній ділянці в азовських степах і являє собою рідкісну екологічну зону в Ростовській області. Ліс переважно з листяними породами дерев, зустрічаються і хвойні породи. Є тут і цінні породи дерев та чагарників, це горіх волоський, модрина, сосна кримська, обліпиха тощо. На території Олександрівського лісу розташована пам'ятка: високий дуб віком понад 120 років. Олександрівський ліс є пам'яткою природи регіонального значення.
На території Олександрівського лісу живе багато різних видів звірів і птахів. Серед них зустрічається: європейський та плямистий олень, лисиця, кабан, єнотоподібний собака, заєць, сова, сич, сова, зозуля, дрізд, дятел, качки, гуси, чаплі, фазан тощо. В центрі лісу влаштована фазанова ферма та оленячий розплідник. Птахи й тварини утримуються у вольєрах.
В Олександрівському лісі за додаткову плату дозволяється полювання на оленів, кабанів та фазанів. На вторговані кошти лісгосп поповнює ресурси тварин. На території лісу є стайня, на її базі організовуються кінні прогулянки. Є також мінізоопарк.
На території Олександрівського лісу розташований штучно створений ставок з назвою Олександрівський. На його березі влаштовані місця відпочинку, дозволяється рибалка. У ставку мешкають коропи, амури, карасі, лящі, окуні й щуки. Влітку на Олександрівському ставку проходить Відкритий чемпіонат Ростовської області зі спортивного рибальства.